# Хосе Луис Гая
Хосе Луис Гая Пеня (на испански: José Luis Gayà Peña; роден на 25 май 1995 в Педрегер) е испански футболист, играе като ляв бек и се състезава за испанския Валенсия.

## Клубна кариера
Роден в Педрегер, провинция Аликанте, Гая е продукт на школата на Валенсия. Започва да играе като нападател и отбелязва над 60 гола за една година, преди да заиграе като ляв бек. Ненавършил 17 години Гая изиграва първия си мач за втория отбор на Валенсия при победата като гост с 1 – 0 над Андора КФ в мач от първенството на Сегунда Б дивисион.
На 30 октомври 2012 година прави своя дебют за първия отбор на Валенсия при победата с 2 – 0 над Лягостера в мач от турнира Купа на краля за сезон 12/13. На 12 декември 2012 година прави дебюта си в турнира Лига Европа при домакинското равенство 1 – 1 срещу руския Кубан Краснодар.
Дебюта си в Примера дивисион прави на 27 април 2014 година при домакинската загуба с 0 – 1 срещу бъдещия шампион Атлетико Мадрид.
Първия си гол за клуба вкарва при победата с 3 – 1 в контролата срещу португалския Бенфика Лисабон, а мача е част от приятелския турнир Емирейтс Къп.
Треньора на Валенсия Нуно Еспирито Санто прави Гая титулярен ляв бек за сезон 14/15. Първия си гол в официален мач за клуба отбелязва на 25 септември 2015 година при победата с 3 – 0 над Кордоба. Втория си гол за Валенсия отбелязва на осминафинала в турнира за Купата на краля при победата с 2 – 1 над Еспаньол на Естадио Местая.
На 8 май 2015 година Хосе Луис Гая подписва нов договор с Валенсия, със срок до 2020 година, а откупната клауза е 50 милиона евро.

## Национален отбор
Гая преминава през всички младежки формации на Испания, като изиграва общо 23 мача.
На 26 май 2015 година получава повиквателна за мъжкия национален отбор на Испания за контролата с Коста Рика и квалификацията за Eвро 2016 срещу Беларус, но не влиза в игра в нито един от двата мача.